# Hoya albiflora
Hoya albiflora ist eine Pflanzenart der Gattung der Wachsblumen (Hoya) aus der Unterfamilie der Seidenpflanzengewächse (Asclepiadoideae).

## Merkmale
Hoya albiflora ist eine kletternde Pflanze mit mehrere Meter langen Trieben. Junge Triebe sind spärlich behaart, ältere Triebe sind kahl. Sie haben einen Durchmesser bis 5 mm. Die Internodien sind bis zu 18 cm lang.  Die Blätter sind gestielt, die kahl oder nur spärlich behaarten Stiele sind 1,8 bis 3 cm lang bei einem Durchmesser von 1,4 bis 3,0 mm. Die Blattspreiten sind elliptisch, 10 bis 18 cm lang und 5 bis 9 cm breit. Die Basis ist keilförmig, gerundet oder leicht herzförmig, der Apex ist spitz. Die eher weichen, sukkulenten Blattspreiten sind hellgrün, die Oberseite ist kahl, die Unterseite flaumig behaart. Die Blattnervatur tritt auf Ober- und Unterseite hervor. Beiderseits der Mittelrippe sind 6 bis 7 Sekundärrippen vorhanden. Die vegetativen Teile der Pflanze sondern bei Verletzung einen Milchsaft ab.
Der hängende Blütenstand in Form einer lockeren Dolde besteht aus etwa 5 bis 20 Blüten und ist bis 7 cm lang. Er entspringt den Blattachsen. Die spärlich bis dicht behaarten Blütenstandsstiele sind 4 bis 6 mm lang und messen 2 bis 3 mm im Querschnitt. Die spärlich bis dicht behaarten Blütenstiele sind 2,5 bis 5,0 cm lang und messen 1,0 bis 1,6 mm im Durchmesser, Die lanzettlich-eiförmigen Kelchblätter sind limonengrün, 13 bis 15 mm lang, 6 bis 7 mm an der Basis mit spärlicher bis dichter Behaarung auf der Außenseite. Die weiße bis cremeweiße, glockenförmige Blütenkrone hat einen Durchmesser von 15 bis 17 mm, und eine Höhe von 8 bis 10 mm. Die kahlen Kronblattzipfel sind dreieckig, 7 bis 11 mm lang, 5,5 bis 12,0 mm breit an der Basis und nach oben gebogen.
Die weiße bis cremeweiße Nebenkrone ist 4 bis 5 mm hoch und hat einen Durchmesser von 7 bis 8 mm. Die Zipfel sind 3 bis 4 mm lang, 4,5 bis 5,0 mm hoch. Der äußere Fortsatz ist nach oben gebogen und eng gerundet, der innere Fortsatz ahlenförmig und zurück gebogen. Der Stiel des Gynostegiums ist 4 mm lang und hat einen Durchmesser von 5,0 bis 5,4 mm. Die Staubblattanhänge sind lanzettlich und verdecken den Griffelkopf. Der Griffelkopf ist eingesenkt-kugelig und misst 1,8 bis 2,0 mm im Durchmesser. Das Pollinarium ist 1,15 bis 1,20 mm lang und 1,0 bis 1,1 mm breit. Die Pollinia sind länglich, 1,15 bis 1,20 mm lang, 0,44 bis 0,45 mm breit, mit einem durchsichtigen äußeren Rand. Das Corpusculum ist eiförmig, 0,80 bis 0,85 mm lang, 0,32 bis 0,50 mm breit. Die Caudiculae sind ungeflügelt, 0,35 bis 0,37 mm lang und 0,12 bis 0,13 mm breit. Früchte und Samen bisher nicht bekannt.

## Ähnliche Art
Nach Livia Wanntorp sind die Pollinarien von Hoya albiflora und Hoya australis in der Form quasi identisch. Allerdings haben sie etwas andere Maße. Foster und Liddle vergleichen Hoya albiflora mit Hoya magnifica. Diese Art hat aber deutlich größere Blüten mit sternförmig ausgebreiteten Kronblattzipfeln. Die Pollinien sind noch größer.

## Geographische Verbreitung und Habitat
Die Art kommt in der Morobe Province von Papua-Neuguinea in tropischen Bergregenwäldern vor.

## Taxonomie
Das Taxon wurde 1849 von Georg Ludwig Blume als Pterostelma albiflorum aufgestellt. Karl Moritz Schumann transferierte sie in die Gattung Hoya R.Br. Der Holotypus wird im Herbarium des Naturkundemuseums Naturalis in Leiden aufbewahrt, unter den Nummern  L898168-96, L898168-95 und L898168-94. Der lateinische Name albis = weiß, weißlich und flora = Blüte, Blume weist auf die Blütenfarbe hin.

## Anmerkung
1. ↑  Livia Wanntorp gibt etwas unterschiedliche Maße des Pollinariums an. Pollinium 1 mm lang, 0,3 mm breit, Corpusculum eiförmig, 0,5 mm lang, 0,3 mm breit, Caudiculae: 0,3 mm lang, 0,1 mm breit.